# Dominikanska republiken i olympiska sommarspelen 1996
Dominikanska republiken deltog i de olympiska sommarspelen 1996 med en trupp bestående av 16 deltagare, men ingen av landets deltagare erövrade någon medalj.

## Bordtennis
Damsingel
- Blanca Alejo

## Boxning
Lätt flugvikt
- José Pérez Reyes
  - Första omgången — Förlorade mot Sabin Bornei (Rumänien) på poäng (10-16)

Bantamvikt
- John Nolasco
  - Första omgången — Besegrade Steve Naraina (Mauritius) på poäng (18-14)
  - Andra omgången — Förlorade mot Hicham Nafil (Marocko) på poäng (6-18)

Lättvikt
- Miguel Mojica
  - Första omgången — Förlorade mot Tumentsetsec Ultumen (Mongoliet), 1-7

Lätt tungvikt
- Gabriel Hernández
  - Första omgången — Förlorade mot Sybrand Botes (Sydafrika), 11-16

## Brottning
Flugvikt, grekisk-romersk
- Ulises Valentin

## Friidrott
Herrarnas 100 meter
- Adalberto Méndez

Herrarnas höjdhopp
- Julio Luciano

Damernas höjdhopp
- Juana Arrendel
  - Kval — 1,80m (→ gick inte vidare)

## Judo
Herrarnas halv tungvikt (-95 kg)
- Francis Figuereo

Herrarnas tungvikt (+95 kg)
- José Augusto Geraldino

Damernas mellanvikt (-66 kg)
- Dulce Piña

## Tennis
Damsingel
- Joëlle Schad